# Copa Cataluña de fútbol 1993-94
La Copa Cataluña 1993-94 fue la 5.ª edición de la Copa Cataluña. La competición fue jugada por 89 equipos. El FC Andorra conquistó su 1º título tras ganar en la final al RCD Espanyol en los penales.

## Cuartos de final
| Fecha              | Partido        | Partido | Partido             |
| ------------------ | -------------- | ------- | ------------------- |
| 25 de mayo de 1994 | FC Andorra     | 3-1     | UE Figueres         |
| 25 de mayo de 1994 | UE Sant Andreu | 0-2     | FC Barcelona        |
| 26 de mayo de 1994 | CE Sabadell FC | 1-0     | UE Lleida           |
| 26 de mayo de 1994 | RCD Espanyol   | 5-0     | Unió Esportiva Rubí |

## Semifinales
| Fecha              | Partido        | Partido | Partido      |
| ------------------ | -------------- | ------- | ------------ |
| 30 de mayo de 1994 | FC Andorra     | 2-1     | FC Barcelona |
| 30 de mayo de 1994 | CE Sabadell FC | 2-4     | RCD Espanyol |

## Final
| Fecha              | Partido    | Partido        | Partido      |
| ------------------ | ---------- | -------------- | ------------ |
| 7 de junio de 1994 | FC Andorra | 0-0 (4-2 pen.) | RCD Espanyol |